# ポピュラー・アストロノミー (イギリスの雑誌)
ポピュラー・アストロノミー(英、Popular Astronomy)は隔月で出版されているイギリスの天文雑誌である。イギリスの団体であるSociety for Popular Astronomyが出版している。2011年までは3か月ごとに出版されていた。この雑誌は1981年まではヘルメス(Hermes)、それ以前はジュニア・アストロノマー(The Junior Astronomer)という名称で知られていた。
この雑誌は専門用語を使わず簡単な英語で科学を紹介することを狙いとしている。天文学者とアマチュア天文家の研究紹介の記事を毎号載せている。
主な記事は以下のとおりである。
- AstroNews - 天文学における最新の情報。
- Amateur Scene - 地方天文クラブの見学。
- Deep Sky Notes - 今シーズンの天体の見所を調査。
- Sky Diary - 来週の空で起きる天文現象。
- Glorious Universe - 天文学者とアマチュア天文家の天体やその現象の観察を比較する。

他にも読者からの投稿、天文に関する本や機器のレビューなどがある。
ポピュラー・アストロノミー誌には若い天文家が現代の天文学を理解できるように書かれたページもある。

## 歴代の編集者
- リチャード・ボーム (1953年6月–1955年10月)
- パトリック・ムーア (1956年)
- リチャード・ボーム (1957年1月-7月)
- ギルバート・サタスウェイト (1957年10月–1961年4月)
- ジョン・ライザー (1961年7月–1964年4月)
- ジョージ・テドマン (1964年7月–1967年4月)
- イアン・リドパス (1967年7月–1974年4月)
- ポール・サザーランド (1974年7月–1982年7月)
- イーニッド・レイク (1982年10月–1985年10月)
- イアン・リドパス (1986年1月–1989年7月 編集長として1992年10月まで)
- トム・ホスキング (1989年10月–2000年7月)
- ピーター・グレゴ (2000年10月-)

## 雑誌名の変遷
- ジュニア・アストロノマー (1953年6月-1960年7月)
- ヘルメス (1960年10月-1980年10月)
- ポピュラー・アストロノミー (1981年1月-)